# ボストーク基地

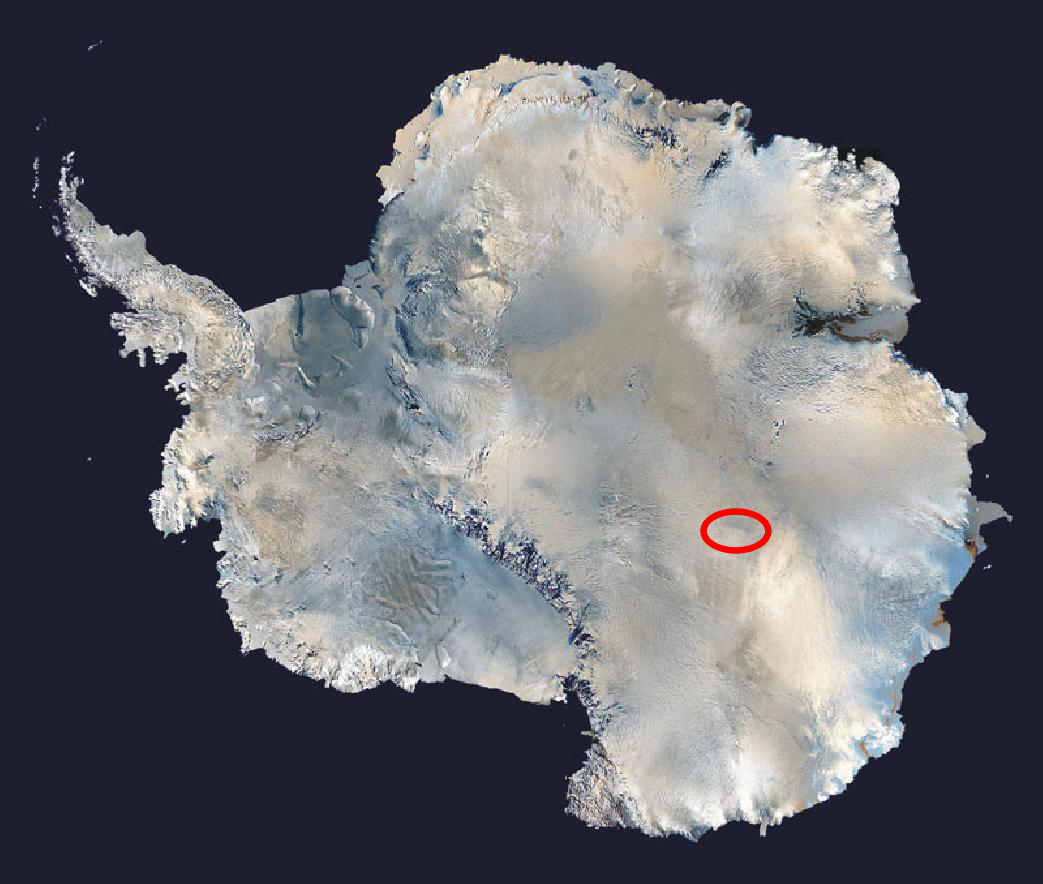
ボストーク基地の位置

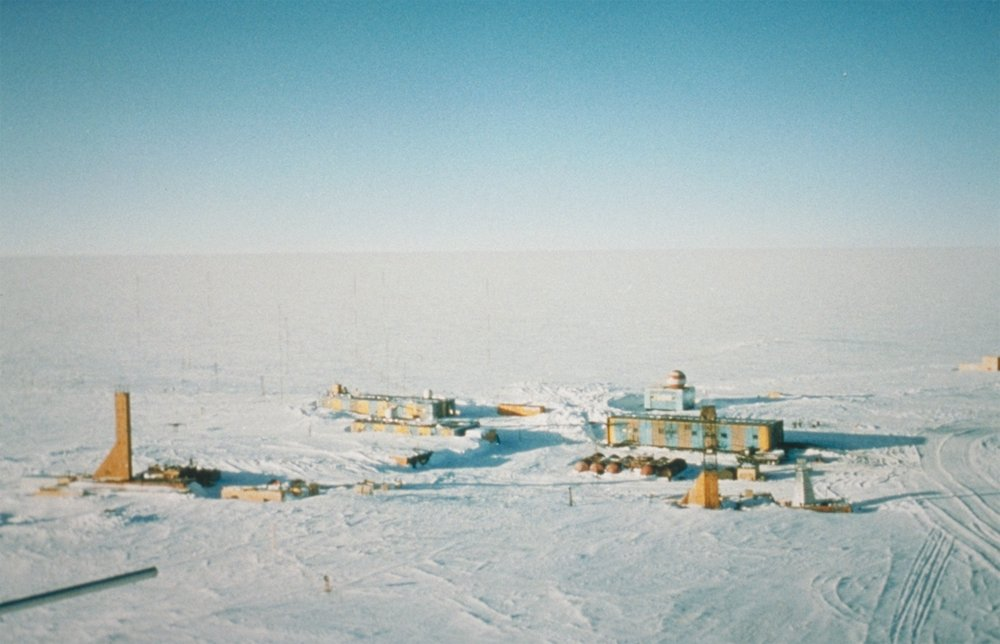
基地全景

ボストーク基地（ボストークきち、ロシア語: Станция Восток, ラテン文字転写: Stantsiya Vostok）はロシアの南極観測基地である。ヴォストーク基地とも書かれる。南緯78度28分、東経106度52分に位置し、標高は3488m。旧ソ連時代の1957年に開設された。
1983年7月21日にマイナス89.2℃を観測し、これは地表における世界最低気温である。また0℃を越えたことは一度もない（ボストーク基地 § 気候）。同じく南極大陸のドームA付近では-93.2℃の温度が観測されたことがあるが、これは気温ではなく地表面温度であるため、実際にこの記録を下回っているのかは不明である。
ボストーク(Восток)の名称はロシア語で「東」を意味し、ロシアの南極探険家のファビアン・ゴットリープ・フォン・ベリングスハウゼンの船(Восток、Vostok)に因んで命名された。

## 概要
基地は南極点より約1730km離れた場所で、南極氷床の中心より東側のオーストラリアの領有権主張域に位置する。ただし南極条約の批准によりオーストラリアは領有権を行使していない。
基地は南極大陸の到達不能極および南磁軸極の近くに位置し、地球の磁気圏の観測に最適の場所となっている。他に航空気象、日照計測、地球物理学、医学、気候の研究も加えて行われる。
基地は他の南極観測基地から最も離れた場所に位置し、海岸部にあるミールヌイ基地（南緯66度33分07秒 東経93度00分53秒 / 南緯66.55194度 東経93.01472度）から補給を受けている。基地には夏季に約25名の科学者と技術者が常駐し冬季には13名に減少する。

## 歴史
ボストーク基地は第2次ソビエト南極観測隊により、国際地球観測年の1957年12月16日に設立され、37年余に亘って通年運用された。基地は1994年に一時的に閉鎖された。現在基地はロシア、アメリカ合衆国およびフランスの科学者により協同で運営されている。
1996年、ロシアとイギリスの科学者は、基地の直下に、知られているものでは世界で最大の氷結湖であるボストーク湖を発見した。ボストーク湖は南極氷床の表面下約4,000mに位置し、14,000km²の面積を有する。

## 気候
| ボストーク基地（1958年 - 2010年）の気候 | ボストーク基地（1958年 - 2010年）の気候 | ボストーク基地（1958年 - 2010年）の気候 | ボストーク基地（1958年 - 2010年）の気候 | ボストーク基地（1958年 - 2010年）の気候 | ボストーク基地（1958年 - 2010年）の気候 | ボストーク基地（1958年 - 2010年）の気候 | ボストーク基地（1958年 - 2010年）の気候 | ボストーク基地（1958年 - 2010年）の気候 | ボストーク基地（1958年 - 2010年）の気候 | ボストーク基地（1958年 - 2010年）の気候 | ボストーク基地（1958年 - 2010年）の気候 | ボストーク基地（1958年 - 2010年）の気候 | ボストーク基地（1958年 - 2010年）の気候 |
| 月                                      | 1月                                     | 2月                                     | 3月                                     | 4月                                     | 5月                                     | 6月                                     | 7月                                     | 8月                                     | 9月                                     | 10月                                    | 11月                                    | 12月                                    | 年                                      |
| --------------------------------------- | --------------------------------------- | --------------------------------------- | --------------------------------------- | --------------------------------------- | --------------------------------------- | --------------------------------------- | --------------------------------------- | --------------------------------------- | --------------------------------------- | --------------------------------------- | --------------------------------------- | --------------------------------------- | --------------------------------------- |
| 最高気温記録 °C （°F）                  | −12.2 (10)                              | −21.0 (−5.8)                            | −30.0 (−22)                             | −33.0 (−27.4)                           | −38.0 (−36.4)                           | −33.0 (−27.4)                           | −34.1 (−29.4)                           | −34.9 (−30.8)                           | −34.3 (−29.7)                           | −33.6 (−28.5)                           | −24.3 (−11.7)                           | −14.1 (6.6)                             | −12.2 (10)                              |
| 平均最高気温 °C （°F）                  | −27.0 (−16.6)                           | −38.7 (−37.7)                           | −52.9 (−63.2)                           | −61.1 (−78)                             | −62.0 (−79.6)                           | −60.6 (−77.1)                           | −62.4 (−80.3)                           | −63.9 (−83)                             | −61.6 (−78.9)                           | −51.5 (−60.7)                           | −37.2 (−35)                             | −27.1 (−16.8)                           | −50.5 (−58.91)                          |
| 日平均気温 °C （°F）                    | −32.0 (−25.6)                           | −44.3 (−47.7)                           | −57.9 (−72.2)                           | −64.8 (−84.6)                           | −65.8 (−86.4)                           | −65.3 (−85.5)                           | −66.7 (−88.1)                           | −67.9 (−90.2)                           | −66.0 (−86.8)                           | −57.1 (−70.8)                           | −42.6 (−44.7)                           | −31.8 (−25.2)                           | −55.18 (−67.32)                         |
| 平均最低気温 °C （°F）                  | −37.5 (−35.5)                           | −50.0 (−58)                             | −61.8 (−79.2)                           | −67.8 (−90)                             | −69.1 (−92.4)                           | −68.9 (−92)                             | −70.4 (−94.7)                           | −71.5 (−96.7)                           | −70.2 (−94.4)                           | −63.1 (−81.6)                           | −49.8 (−57.6)                           | −38.0 (−36.4)                           | −59.84 (−75.71)                         |
| 最低気温記録 °C （°F）                  | −56.4 (−69.5)                           | −64.0 (−83.2)                           | −75.0 (−103)                            | −86.0 (−122.8)                          | −81.2 (−114.2)                          | −83.8 (−118.8)                          | −89.2 (−128.6)                          | −88.3 (−126.9)                          | −85.9 (−122.6)                          | −76.1 (−105)                            | −63.9 (−83)                             | −50.1 (−58.2)                           | −89.2 (−128.6)                          |
| 降水量 mm （inch）                      | 1.0 (0.039)                             | 0.7 (0.028)                             | 2.0 (0.079)                             | 2.4 (0.094)                             | 2.8 (0.11)                              | 2.5 (0.098)                             | 2.2 (0.087)                             | 2.3 (0.091)                             | 2.4 (0.094)                             | 1.9 (0.075)                             | 1.1 (0.043)                             | 0.7 (0.028)                             | 22 (0.866)                              |
| % 湿度                                  | 70.1                                    | 68.6                                    | 66.2                                    | 64.7                                    | 64.7                                    | 65.5                                    | 65.7                                    | 65.8                                    | 66.2                                    | 67.4                                    | 68.7                                    | 69.8                                    | 66.95                                   |
| 平均月間日照時間                        | 696.4                                   | 566.8                                   | 347.3                                   | 76.3                                    | 0.0                                     | 0.0                                     | 0.0                                     | 0.0                                     | 203.4                                   | 480.2                                   | 682.3                                   | 708.8                                   | 3,761.5                                 |
| 出典1：aari.aq/                         |                                         |                                         |                                         |                                         |                                         |                                         |                                         |                                         |                                         |                                         |                                         |                                         |                                         |
| 出典2：pogoda.ru.net                    |                                         |                                         |                                         |                                         |                                         |                                         |                                         |                                         |                                         |                                         |                                         |                                         |                                         |

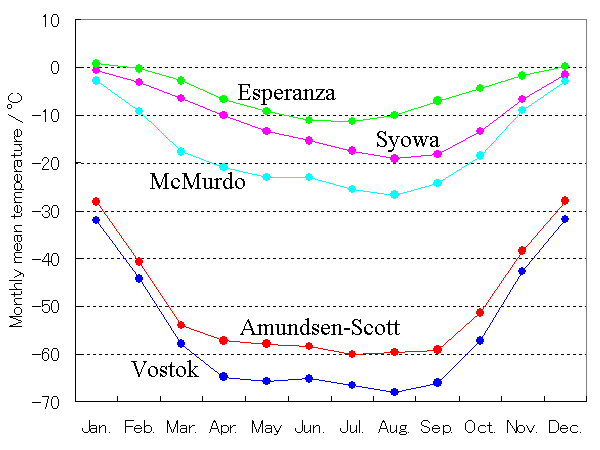
南極観測基地の月平均気温（■エスペランサ基地、■昭和基地、■マクマード基地、■アムンゼン・スコット基地（南極点）、■ボストーク基地）

ボストーク基地は南半球さらに地球上で最も低い気温を観測した寒極である。長い冬期間の平均気温は約−66℃、短い夏期間の平均気温は約−32℃、年平均気温は−55.3℃である。
低い気温は高度による気温逓減により氷床の頂上部に出現する。
最近に出現した最寒日としては、2005年8月8日に最高気温−78.0℃、最低気温−85.4℃を観測した。最高気温の記録は2002年1月11日の−12.2℃、月平均気温の最低記録は1987年8月の−75.4℃である。
確証は持てないが、1997年の冬季間に−91℃に達したことが報告された。
非常に低温であることに加えて、他の以下のような因子はボストークを地球上の人間の最も居住困難な場所のひとつにしている。
- 空気の、ほぼ完全な乾燥状態。
- 平均5 m/s、時には27 m/sに達する風速。
- 3,488メートルの高所による深刻な酸素不足。
- 大気中の気体分子の高度なイオン化。
- 多くの人類が慣れてきたものと異なる気体の分圧。
- 4月中旬から8月下旬まで約130日間続く極夜。その内80日間は太陽の南中高度が地平線下6°以下であるcivil polar nightの期間[9]。

このような条件により1週間から2ヶ月間で気候順応し、頭痛、目の痙攣、耳の痛み、窒息知覚 、鼻血、血圧の急激な上昇、睡眠不足、食欲不振、嘔吐、筋肉痛、関節リウマチおよび、3〜5 kgの体重減少を伴う。

## 氷床コアの掘削

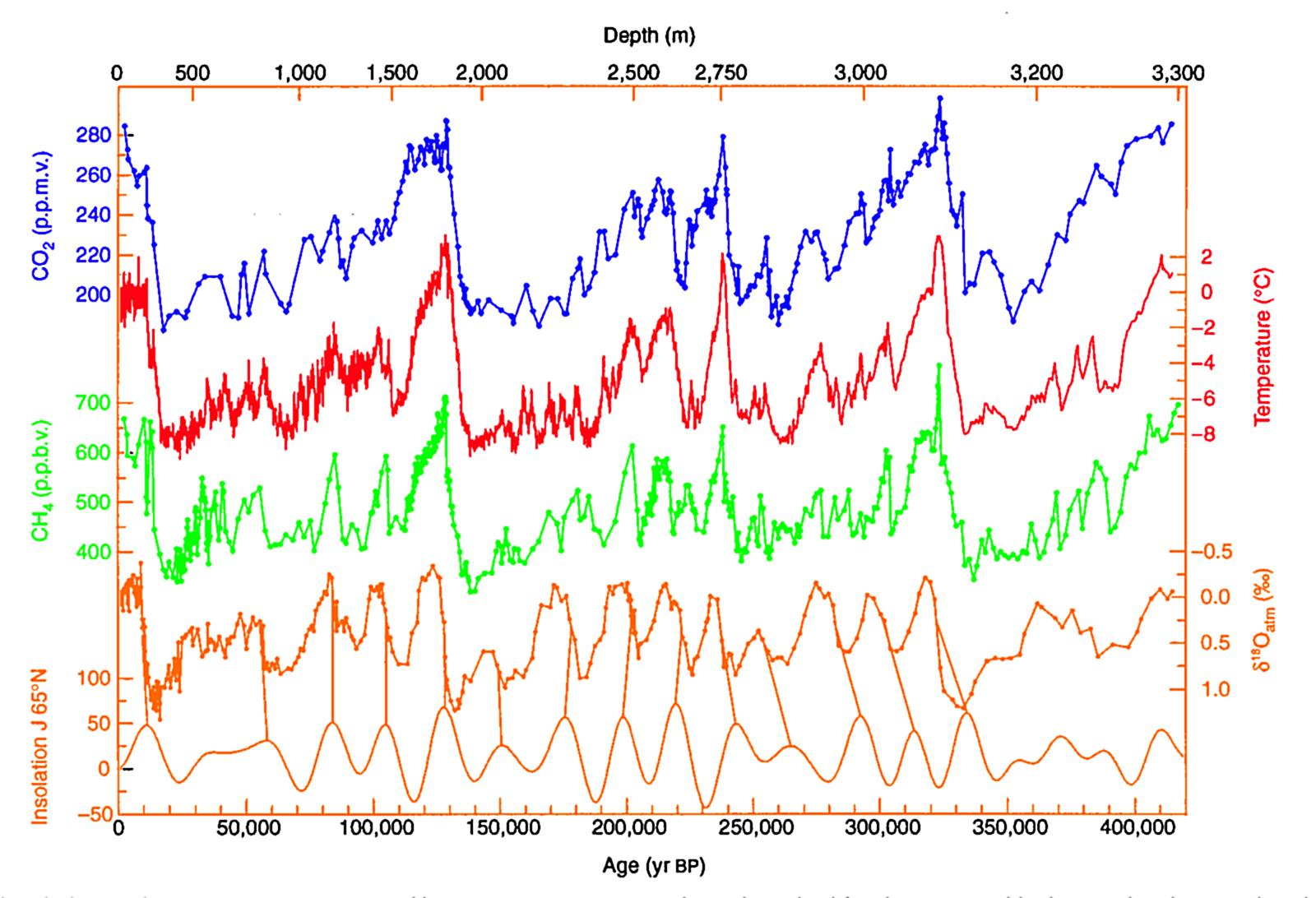
ボストークの420,000年の氷床コアのデー
タ、上から: 大気中二酸化炭素量、気温、大気中メタン量、氷床^{18}O同位体比、北緯65°における日射量。

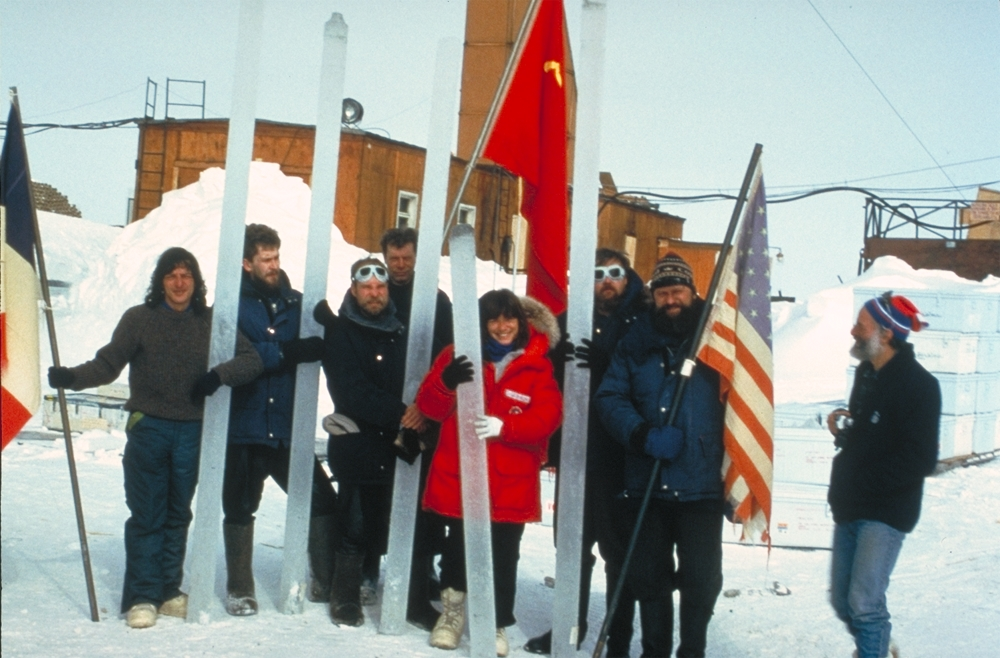
ボストークの氷床コア

1970年代ソビエト連邦は500〜952メートルの深度の氷床コアを掘削した。これらは氷中の酸素同位体比の研究に用いられ、最終氷期の氷は約400メートルより深い深度に現れることが判明した。その後、さらに3つの孔が掘削され、1984年には掘削孔Hole 3Gは2202メートルの深度に達し、1990年には掘削孔Hole 4Gは2546メートルの深度に達し、1993年には掘削孔Hole 5Gは2755メートルの深度に達した。しばらく休止後、1995年の冬季間に掘削が続けられた。1996年には、ボストーク湖の汚染の懸念を表明したScientific Committee on Antarctic Researchの要望により、氷床コアの掘削は3623メートルの深度で停止された。
この氷床コアはフランスと協同で掘削され、それは過去420,000年間の環境条件の記録を示すものであり、過去4回の氷河期に亘るものであった。長い間、その氷床コアのみが、いくつかの氷河期に亘るものであったが、2004年に、より浅い深度でより長期間を網羅するEPICAコアにより記録は更新された。2003年は、湖までわずか130メートルと推測される深度で停止されるまで掘削が許可された。
ボストークの氷床コアは3623メートルに達したが、有用な気候の情報はそれ以上は得られなかった。その氷床コアの下部はボストーク湖の水が凍ったものであり、気候の情報を保有するものではなかった
ボストークの氷床は通常、3310メートルの深度または414,000年間の気候の情報が得られる。これより下部の氷床は氷が変化を起こしているという証拠がある。ボストークの氷床の情報は期間が反転した興味深いMIS11期を含む3310メートルの深度または436,000年間まで拡張し得ることが示唆されている。これはそうであるならば、この記録は新しい情報は与えないが、より新しくより長いEPICAコアの記録に一致する。